# 奈良町資料館
奈良町資料館（ならまちしりょうかん）は、奈良県奈良市西新屋町に所在する、奈良市の近世から近代にかけて建てられた町屋がならぶ地区、奈良町の一角にある私設資料館。

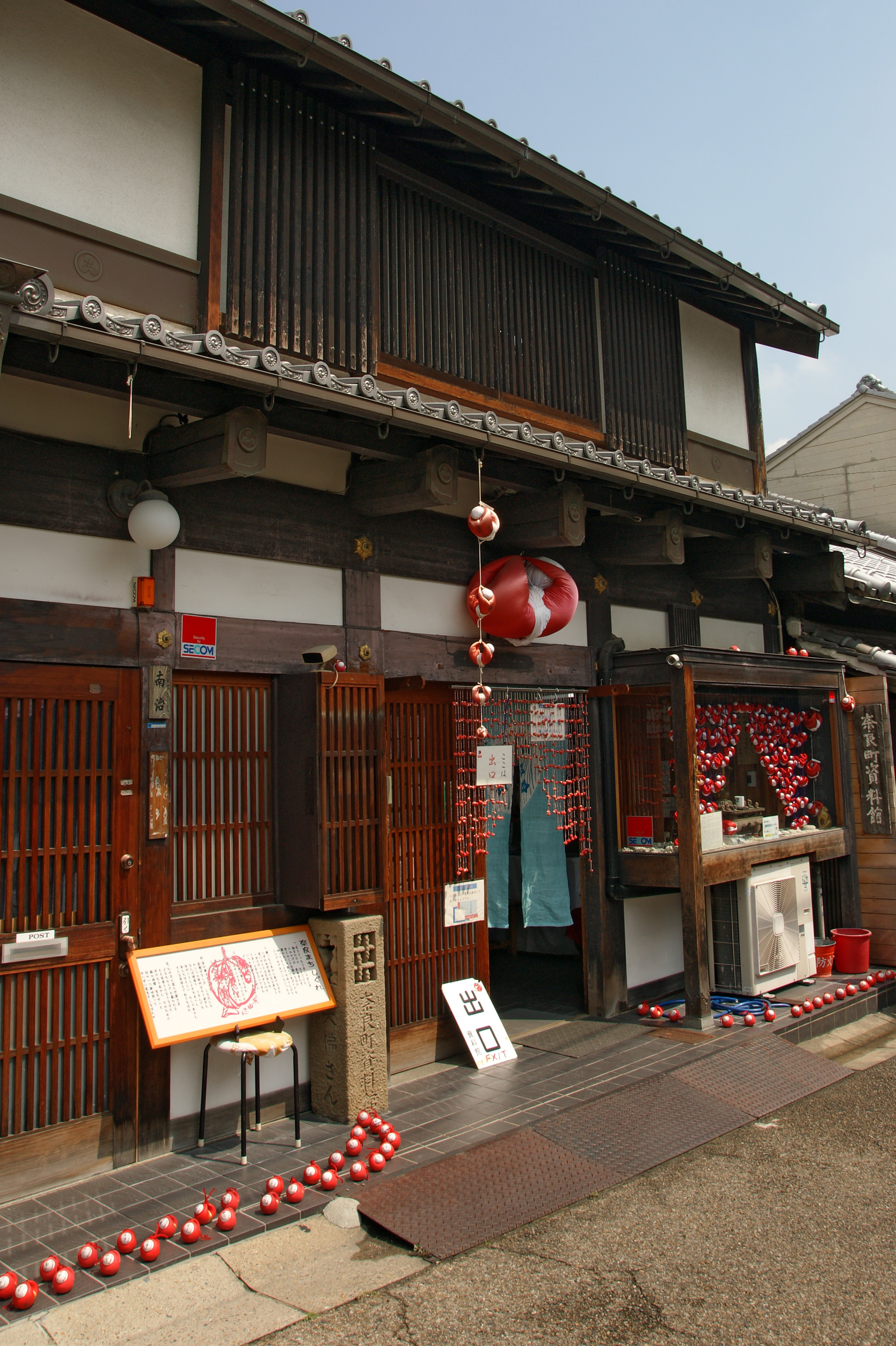
出口

## 概要
館長の自宅を改造し、奈良町の保存を目的として1985年に開館。館長が収集した、江戸時代から明治・大正にかけての看板や生活用品などの民俗資料や、仏像や骨董品などを展示している。

## 交通アクセス
住所：奈良県奈良市西新屋町14-3
- JR西日本関西本線（大和路線）奈良駅から徒歩約20分。
- 近鉄奈良線 近鉄奈良駅から徒歩約15分。

## 開館時間
- 入場料は無料。
- 開館時間　10:00-16:00
- 休館日 (祝日除)火、水、木曜日